# MV Golden Gate
MV Golden Gate (моторное судно) (ранее Чинук (моторное судно) (MV Chinook)) — паром, класса быстрых паромов, предназначенных исключительно для перевозки пассажиров, находящийся в управлении организации Golden Gate Ferry.
Данное судно является вторым пассажирским паромом, которому принадлежит данное название, оно было приобретено у агентства Вашингтон Стейт Феррис (Washington State Ferries), районом специального назначения Голден-Гейт-бридж, Хайвей энд Транспортейшн Дистрикт (вместе с судном Снохомиш) и, после капитального ремонта, начавшегося в конце 2009 года, в мае 2011 года было введено в обслуживание в системе Голден Гейт Транзит.
Судно было построено в 1999 году для осуществления 30 минутного паромного сообщения из города Бремертон в Сиэтл. Спустя несколько лет сообщение было остановлено, из-за возможной эрозии пляжа вдоль залива Пьюджет-Саунд) в проходе Рич. Под наименованием Чинук(Chinook), паром был законсервирован на верфи Вашингтон Стейт Феррис в гавани Игл, острова Бейнбридж на 4 года, после чего 20 Февраля 2008 года он был выставлен на аукционе eBay со стартовой ценой 4.5 миллиона долларов (USD).